# Sedum lanceolatum
Sedum lanceolatum är en fetbladsväxtart som beskrevs av John Torrey. Sedum lanceolatum ingår i Fetknoppssläktet som ingår i familjen fetbladsväxter.

## Underarter
Arten delas in i följande underarter:
- S. l. lanceolatum
- S. l. nesioticum
- S. l. subalpinum

## Bildgalleri

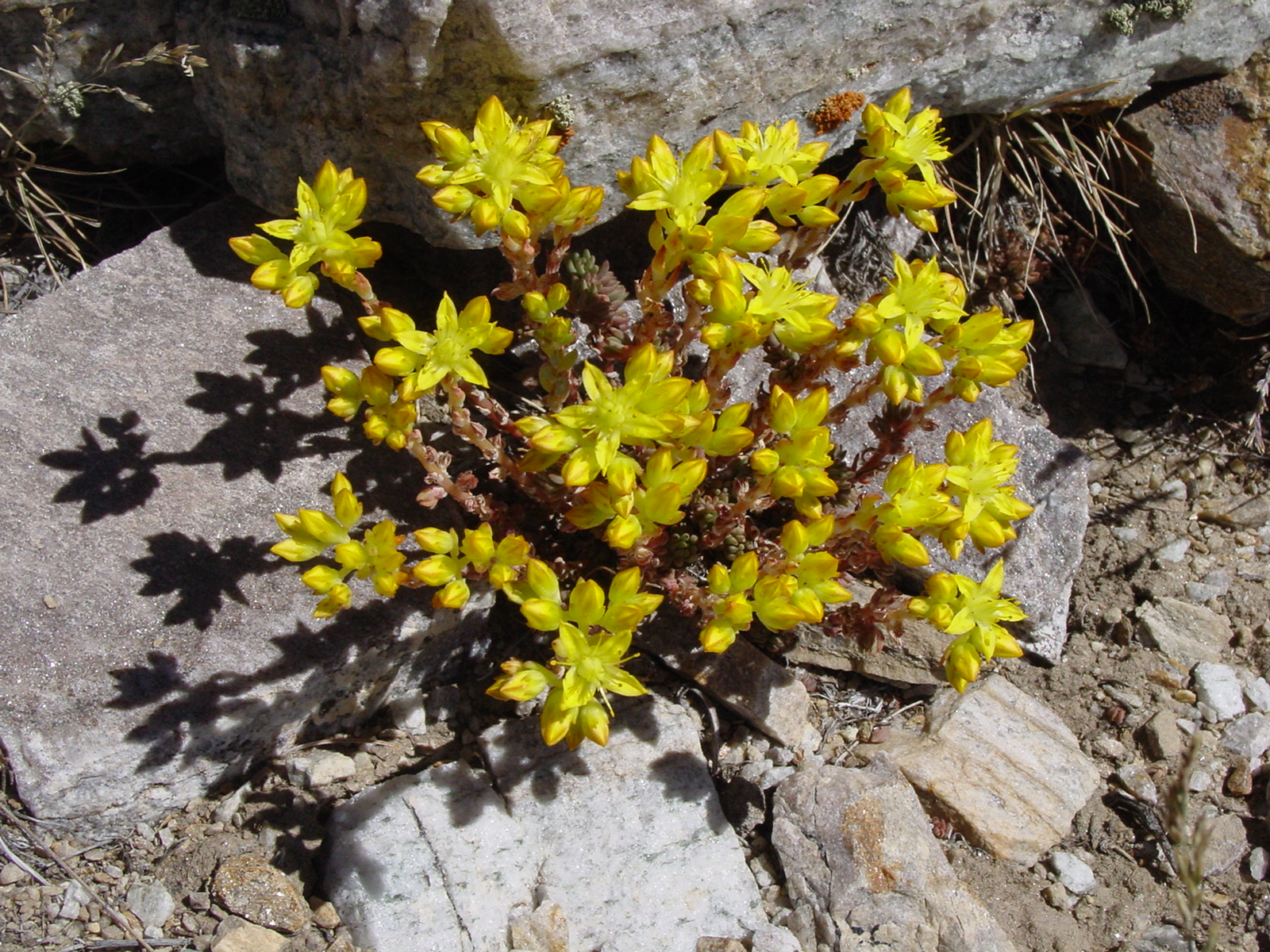
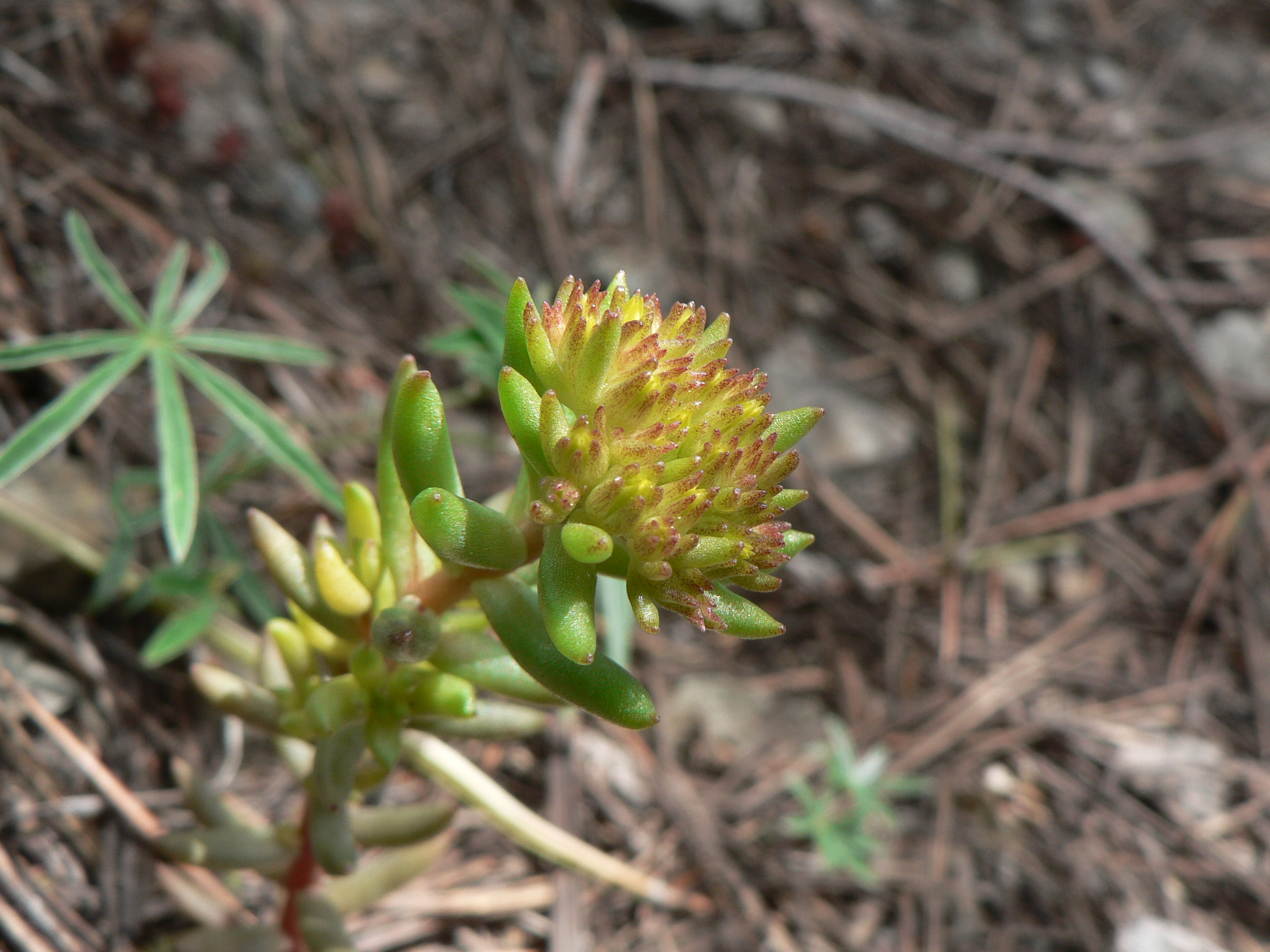
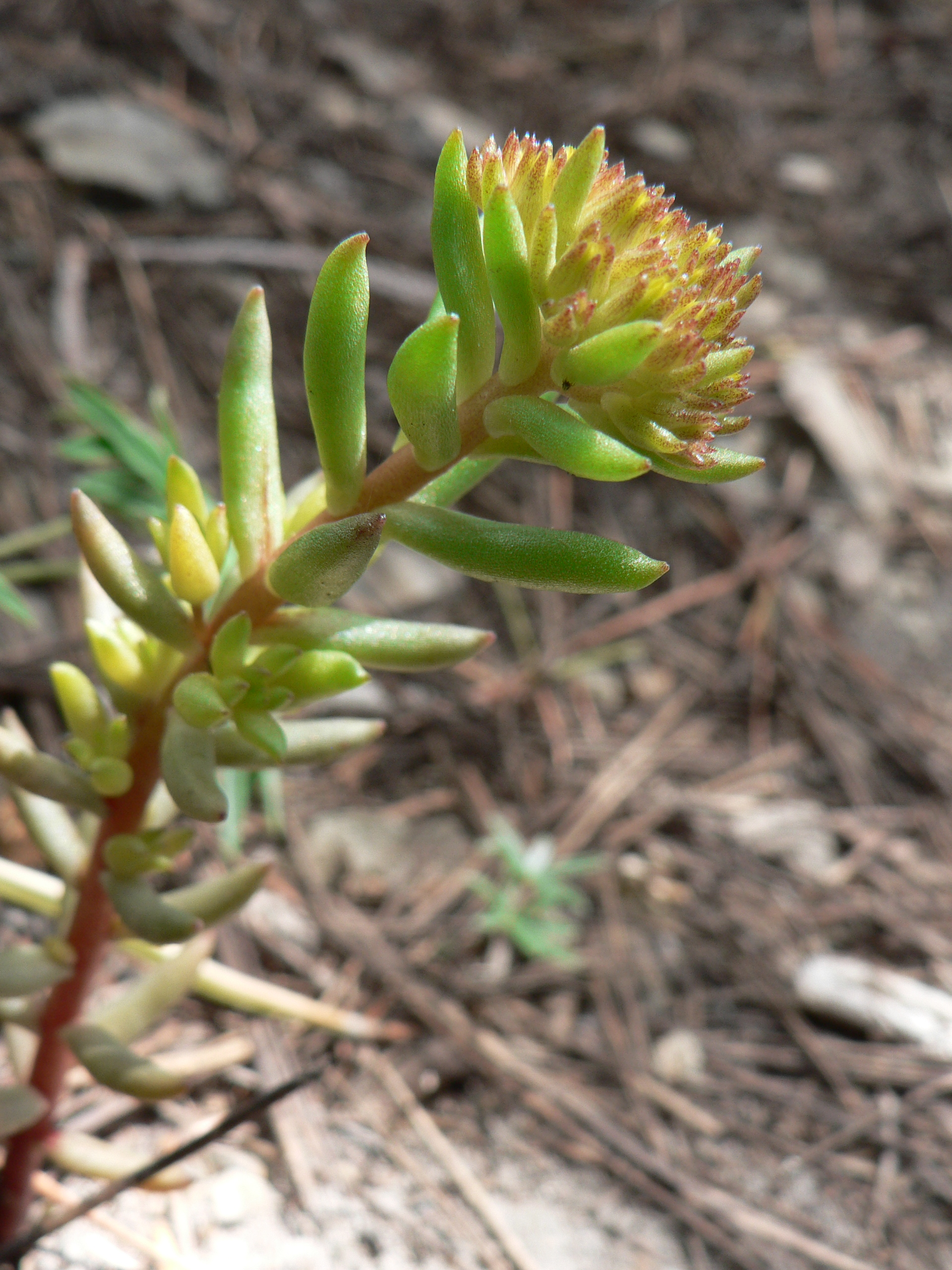
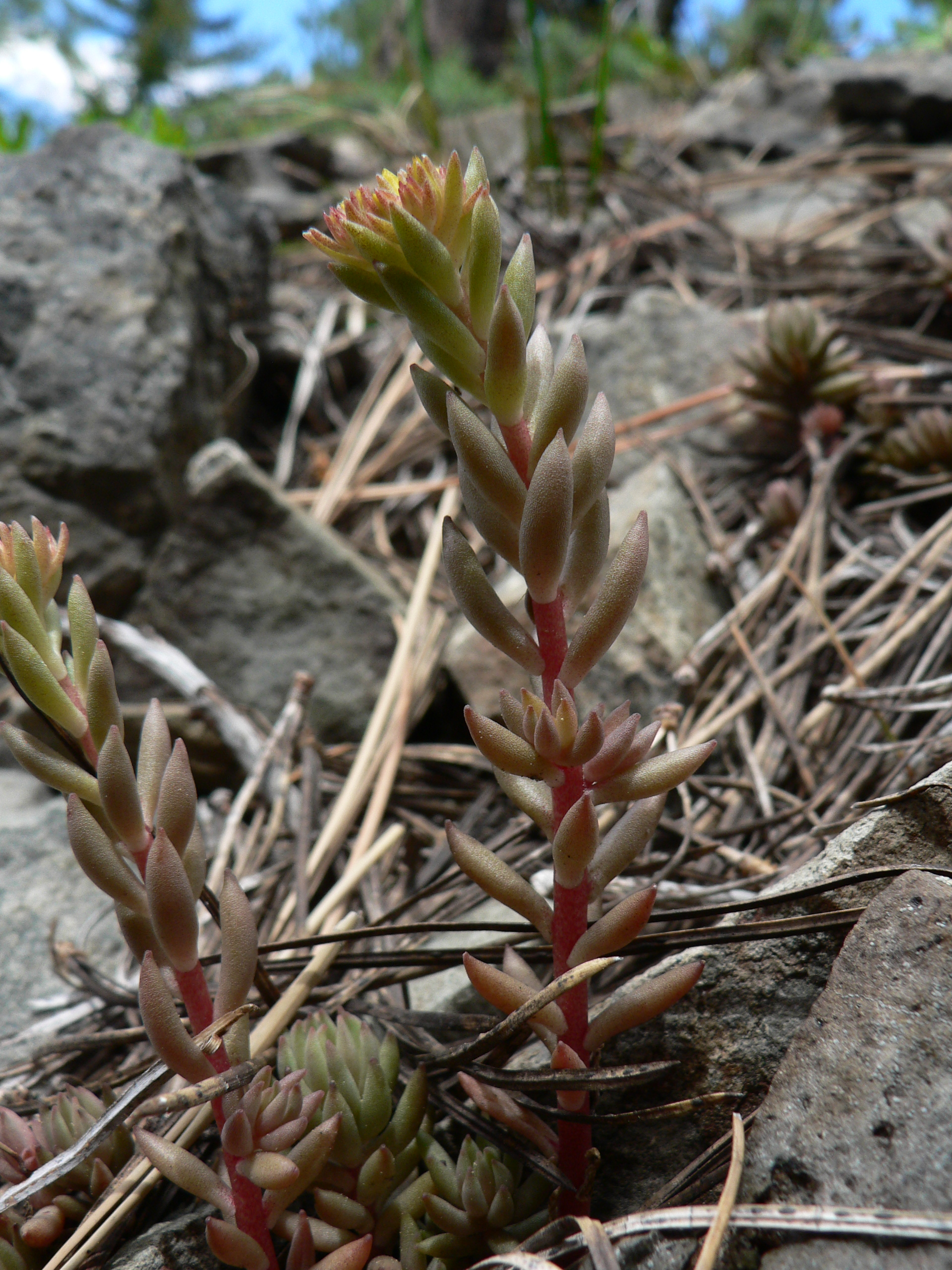
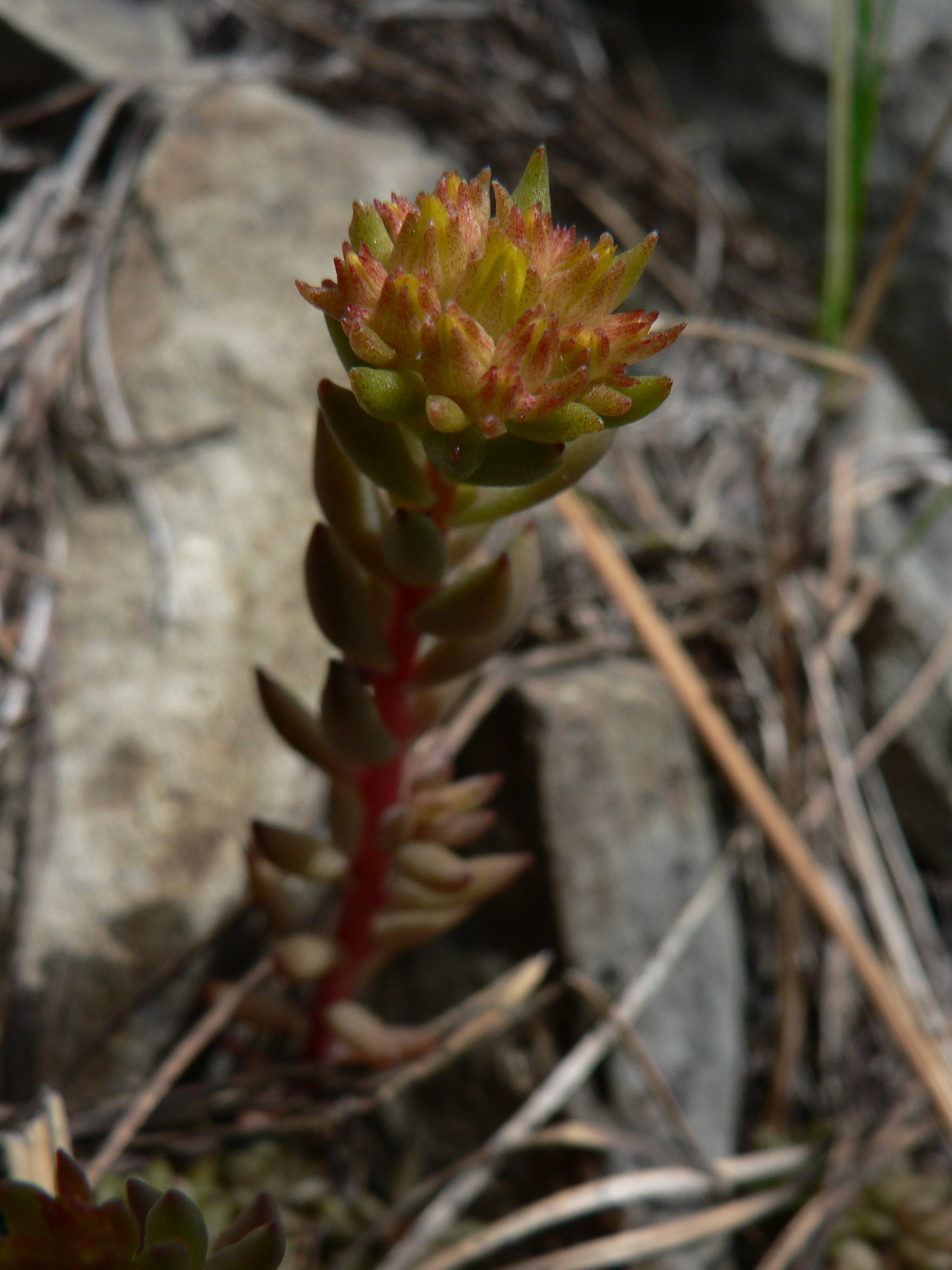
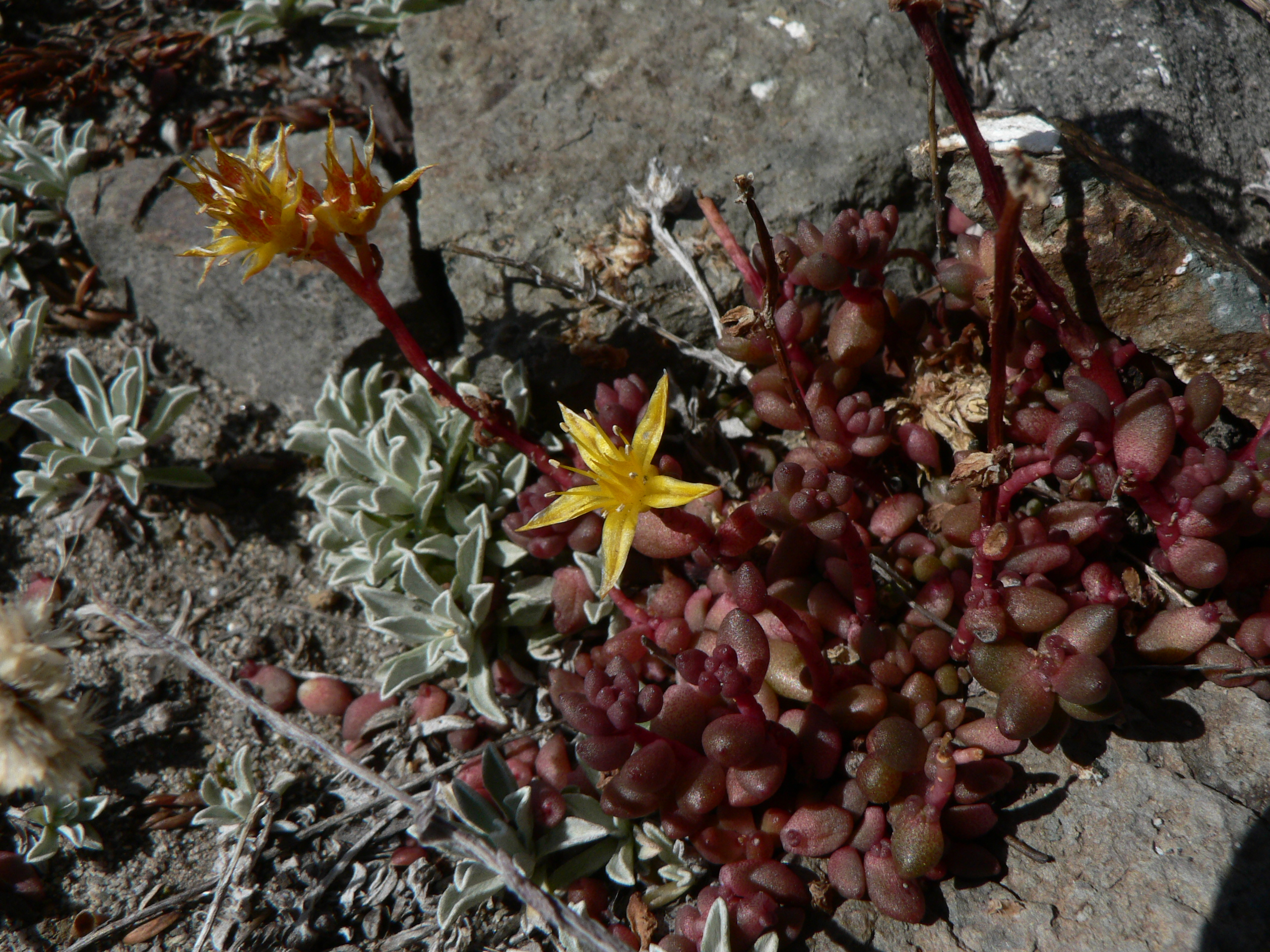